# The Broadsword and The Beast
The Broadsword and The Beast – czternasty album studyjny brytyjskiej grupy Jethro Tull, wydany 10 kwietnia 1982, który, według adnotacji Iana Andersona do zremasterowanej w 2005 roku edycji, zawiera część najlepszej muzyki Jethro Tull. Muzyka stanowi wymieszanie dźwięków elektronicznych z instrumentami akustycznymi oraz jest skrzyżowaniem syntezatorowego brzmienia lat '80 XX wieku z folkowym stylem, który Jethro Tull prezentował przez poprzednią dekadę.
Trasa promująca album była ostatnią typowo teatralną trasą zespołu. Scena była zaaranżowana na statek piracki, co według Iana Andersona było bardzo dziecinne.
Okładka albumu została stworzona przez znanego artystę Iaina McCaiga.
Symbole runiczne otaczające główny obraz na okładce pochodzą z anglosaskiego systemu runicznego. Słowa są jednak angielskie i pochodzą z pierwszych wersów utworu "Broadsword":
I see a dark sail on the horizon, set under a black cloud that hides the sun. Bring me my broadsword and clear understanding. Bring me my cross of gold as a talisman.
"Cheerio", ostatni utwór z płyty, był przez kilka lat grany jako ostatni utwór podczas koncertów Jethro Tull.
Zremasterowana w 2005 roku wersja CD albumu została znacznie rozbudowana o osiem utworów bonusowych nagranych podczas sesji nagraniowej albumu, jednak nie włączonych do oryginalnego wydania.

## Lista utworów
Wszystkie utwory zostały skomponowane i napisane przez Iana Andersona, natomiast dodatkowy materiał opracował Peter-John Vettese
Strona A – Beastie
1. "Beastie" – 3:58
2. "Clasp" – 4:18
3. "Fallen on Hard Times" – 3:13
4. "Flying Colours" – 4:39
5. "Slow Marching Band" – 3:40

Strona B – Broadsword
1. "Broadsword" – 5:03
2. "Pussy Willow" – 3:55
3. "Watching Me Watching You" – 3:41
4. "Seal Driver" – 5:10
5. "Cheerio" – 1:09

Utwory bonusowe
Zremasterowana wersja zawierała osiem dodatkowych utworów, opublikowanych również w zestawie 20 Years of Jethro Tull:
1. "Jack Frost and the Hooded Crow" – 3:22
2. "Jack A Lynn" – 4:40
3. "mayhem Maybe" – 3:06 (partie wokalne nagrane ok. 1988)
4. "Too Many Too" -3:28
5. "Overhang" – 4:29
6. "Rhythm in Gold" – 3:08
7. "I Am Your Gun" – 3:19
8. "Down At the End of Your Road" – 3:31

Pozostałe utwory z sesji nagraniowej albumu The Broadsword and The Beast, nie uwzględnione w wersji oryginalnej ani zremasterowanej to "Motoreyes" (opublikowane w zestawie 20 Years) oraz "Crew Nights", "The Curse", "Commons Brawl", "No Step", "Drive On The Young Side of Life" i "Lights Out" opublikowane w albumie Nightcap.

## Wprowadzenia
Ian Anderson napisał krótkie wprowadzenia do każdego utworu:
- Beastie: Każdy z nas ma jakieś swoje prywatne strachy, o których nie lubi rozmawiać, a ta piosenka właśnie o nich traktuje. Kiedy dorastałem w Szkocji, wszystko co nie było specjalnie przyjemne i czego nie lubiliśmy określaliśmy mianem "beastie".
- The Clasp: Piosenka mówi o ludziach, którzy wstydzą się kontaktu fizycznego. Słowo 'clasp' jest użyte w sensie uścisku dłoni, a utwór opisuje pewne idee i nastawienia stojące za uściskiem dłoni i czy nie byłoby wspaniale móc podejść do kogoś nam obcego, uścisnąć mu dłoń i powiedzieć "Witaj, jak się masz, miło cię poznać". O ironio, uścisk dłoni często jest gestem wymuszonym, dalekim od swego pierwowzoru mówiącego, że nie masz w ręce broni i że oferujesz komuś otwartą dłoń na znak pokoju.
- Fallen On Hard Times: Ta piosenka nie miała mieć podtekstu politycznego, lecz trafnie wyraża otrząśnięcie z iluzji, które dotyka większość ludzi patrząc na naszych politycznych panów. Motyw przewodni jest szkocką melodią ludową, lecz otrzymał on nieco rock'n'rollowe brzmienie, które sprawia, że jest on lżejszy w odbiorze.
- Flying Colours: Ten utwór mówi o postrzeganiu licznych par, które widzimy, gdy przechodzą przez zły czas w swych związkach, lecz publicznie prezentują się, że wszystko jest w porządku. Jestem pewien, że wszyscy przechodziliśmy przez coś takiego – przestajemy prać własne brudy, kiedy na nas patrzą.
- Slow Marching Band: Nie napisałem wielu utworów o związkach międzyludzkich w kontekście damsko-męskim, lecz to jeden z nich, który opowiada o smutku rozstania. Ale wierzę, że zawiera on nutkę optymizmu!
- Broadsword: Umieszczony w czasach historycznych zarówno lirycznie, jak i muzycznie utwór mówi o odpowiedzialności mężczyzny za obronę własnej rodziny.
- Pussy Willow: Piosenka mówi o dziewczynie wykonującej marnie płatną pracę, która marzy o bardziej romantycznej, idealnej według niej egzystencji, lecz wciąż muszącej się mierzyć z rzeczywistością gonienia co rano na pociąg do pracy.
- Watching Me Watching You: Dylemat publicznych wystąpień! Piosenka mówi o klaustrofobicznym uczuciu, gdy wszyscy na ciebie patrzą.
- Seal Driver: Utwór jest wybitnie dwuznaczny. Może mówić o łodzi albo o dziewczynie, jednak łodzie są rodzaju męskiego, analogia jest całkiem jasna.
- Cheerio: Piosenka pożegnalna – być może 'au revoir' lub 'auf wiedersehen' byłoby lepsze!

## Muzycy
- Ian Anderson: flet poprzeczny, gitara akustyczna, Fairlight CMI, wokal
- Martin Barre: gitara elektryczna, gitara akustyczna
- Dave Pegg: gitara basowa, mandolina, wokal
- Peter Vettese: fortepian, syntezatory, wokal
- Gerry Conway: perkusja